# Georges Marty (peintre)
Pour les articles homonymes, voir Georges Marty et Marty.
Georges Marty, né à Paris le 29 octobre 1875 et mort à Torcy le 24 mars 1959 est un artiste peintre français qui résidait à Torcy.

## Biographie
Georges Marty est connu pour ses natures mortes et ses paysages champêtres. Il a exercé son art en marge de son activité professionnelle. Il était fabricant de caisses, sans doute pour la chocolaterie Menier de Noisiel.
Certaines de ses œuvres son conservées au musée Gatien-Bonnet à Lagny-sur-Marne.

## Œuvres
- Autoportrait, conservé au musée Gatien-Bonnet.
- Intérieur aux sabots, huile sur carton, collection de Édouard Cortès.
- Persée et Andromède, 1939, huile sur panneau[3].